# La Loi du collège
La Loi du collège est un  documentaire français réalisé  par Mariana Otero et sorti en 1994.
Il s'agit du premier feuilleton documentaire de la chaîne Arte.

## Synopsis
La vie quotidienne des élèves et du personnel dans un collège de Saint-Denis réputé « difficile », en banlieue parisienne.

## Fiche technique
- Titre : La Loi du collège
- Réalisation : Mariana Otero
- Commentaire : Jérôme Prieur, dit par Isabel Otero
- Photographie : Mariana Otero
- Son : Manuel Naudin
- Montage : Anne Weil
- Musique : Hugues Le Bars
- Producteur délégué : Denis Freyd
- Production : Arte France, Archipel 33, Centre Georges-Pompidou, Périphérie Production
- Pays d'origine :  France
- Durée : 132 min (6 épisodes)
- Date de sortie : 1994

## Distinctions
- 1994 : Prix du meilleur film documentaire en vidéo aux 5èmes Rencontres du Cinéma Documentaire à Lisbonne